# Elisabeth Augustin (Schriftstellerin)
Elisabeth Theresia Augustin, geborene Glaser (geboren am 13. Juni 1903 in Berlin; gestorben am 14. Dezember 2001 in Amsterdam) war eine deutsch-niederländische Schriftstellerin.

## Leben
Elisabeth Augustin wurde als Elisabeth Theresia Glaser in Berlin-Friedenau geboren. Ihr Vater Eduard Joseph Glaser stammte aus einer christlich-jüdischen Familie. Die Mutter Elli Glaser, geborene Cohn, hatte jüdische Vorfahren, war allerdings wie ihr Mann getauft. Folgerichtig wurde Elisabeth christlich erzogen. 1908 siedelte die Familie nach Leipzig über, wo Augustin die höhere Bürgerschule besuchte. Sie nahm Schauspielunterricht, gab den Wunsch, als Schauspielerin Karriere zu machen, jedoch auf Drängen des Vaters auf. Stattdessen wandte sie sich dem Journalismus und der Schriftstellerei zu. Erste Veröffentlichungen sind ab 1923 belegt. 1927 heiratete sie nach dessen Scheidung Paul Felix Augustin, einen in der Schweiz geborenen und in Holland aufgewachsenen Germanisten. Aus der Ehe gingen zwei Kinder hervor.
Durch den jüdischen Familienhintergrund und die Nähe zur SPD für die heraufziehende Gefahr sensibilisiert, verließ Elisabeth Augustin 1933 unmittelbar nach der nationalsozialistischen Machtübernahme Deutschland. Zusammen mit ihrem Mann und den beiden Kindern emigrierte sie nach Amsterdam. Ein Manuskript, das durch die politische Entwicklung nicht mehr im Gustav Kiepenheuer Verlag erscheinen konnte, hatte sie im Gepäck. Anstatt sich mit diesem nun an einen der zahlreichen Exil-Verlage in den Niederlanden zu wenden, erschien De Uitgestootene im Amsterdamer Verlag van Kampen. Augustin hatte den Roman selbst ins Niederländische übertragen. Es folgten weitere Romane, die nun bereits in niederländischer Sprache entstanden und teilweise sehr positive Resonanz hervorriefen.
Nach dem Überfall auf die Niederlande durch die Deutsche Armee im Mai 1940 blieben die Augustins in Amsterdam. Die „Halbjüdin“ Elisabeth Augustin konnte zwar nicht mehr publizieren, war aber durch die Ehe mit einem „Arier“ nicht direkt von den Rassegesetzen der Nazis bedroht. Doch Augustins Mutter, die seit 1938 bei ihrer Tochter lebte, wurde 1943 deportiert und im NS-Vernichtungslager Sobibor ermordet.
Als Reaktion auf die Nachricht von der Ermordung ihrer Mutter begann Augustin an dem Roman Labyrint, auf Deutsch Auswege, zu schreiben – nun wieder in ihrer Muttersprache. In der polyperspektivischen Erzählung setzte sich Augustin mit dem Verlust ihrer Mutter auseinander und fragte nach den Möglichkeiten des Weiterlebens nach der Erfahrung der Shoah.

## Preise und Auszeichnungen
- 1992: Goethe-Medaille des Goethe-Instituts
- 1992: Jacobsonpreis der Stiftung Tollensfonds[1]
- 1987: Kogge-Ring der Stadt Minden
- 1977: Georg-Mackensen-Literaturpreis (beste deutsche Kurzgeschichte)

## Werke
Dass einige der Werke Elisabeth Augustins sowohl unter „Werke in deutscher Sprache“ als auch unter „Werke in niederländischer Sprache“ gelistet sind, ist dem ungewöhnlichen Umstand geschuldet, dass Elisabeth Augustin nicht nur in zwei Sprachen (Deutsch und Niederländisch) schrieb, sondern den Großteil ihrer Werke auch selbst in die jeweils andere Sprache übersetzte.

### Werke in deutscher Sprache
- Das Guckloch. Fünf Erzählungen. Persona Verlag, Mannheim 1993, ISBN 978-3-924652-20-3
- Auswege. Persona Verlag, Mannheim 1988, ISBN 978-3-924652-10-4
- Meine Sprache/Deine Sprache. Xylos, Gelsenkirchen 1985, ISBN 978-3-921812-23-5
- Der Garten. Graphikum Mock, Bovenden 1982
- Verheissung des Aufschubs. Gedichte. Tentamen, Stuttgart 1981
- Das unvollendete Leben des Malcolm X. Peter, Rothenburg ob der Tauber 1970

### Werke in niederländischer Sprache
- De uitgestootene. van Kampen, Amsterdam 1935
- Mirjam [Omslagteekening van Jozef Cantré[2]]. Brusse, Rotterdam 1938
- Het patroon. herinneringen. De Arbeiderspers, Amsterdam 1990
- Verloren tijd inhalen. gedichten. Zelen, Maasbree 1978
- Het onvoltooide leven van Malcolm X. Thespa, Amsterdam 1973 [deutsch: Das unvollendete Leben des Malcolm X]
- Labyrint. Holland, Amsterdam 1955 [deutsch: Auswege]

### Übersetzungen
- Lea Smulders:[3] Bärchen Brumm-Brumm (Köln, 1965)
- Hendrik Thomas de Booy: Hier Rettungsboot Brandaris. Aus dem Leben des jungen Dick Spits (1964)
- Gerhard Walschap:[4] Schwester Virgilia. Roman (Bonn/Antwerpen/Paris/Amsterdam: 1951)
- Antoon Coolen: Brabanter Volk. Roman (Wiesbaden: 1946) [gemeinsam mit Paul Felix Augustin]
- A. den Doolaard: Orient-Express, Roman [Übertr. aus d. Holländ. von Elisabeth u. Felix Augustin], Querido Verlag, Amsterdam 1935. (DNB 992260914)